# Bella Rózsa
Bella Rózsa (Endrőd, 1951. november 24. –) magyar grafikus, rézkarc-készítő, Pilinszky János-díjas biológia-rajz szakos tanár.

## Élete
Anyai ágon erdélyi, apai ágon felvidéki felmenőkkel rendelkezik.
Középiskolai tanulmányait az Orosházi Táncsics Mihály Gimnázium és Szakközépiskola biológia-kémia tagozatán végezte el. 1971 és 1975 között a Juhász Gyula Tanárképző Főiskola biológia-rajz szakán járt.
1975 és 1985 között Békésszentandráson, majd két évig egy kecskeméti általános iskolában tanított. 1987-től nyugdíjba vonulásáig a Bányai Júlia Gimnáziumban tanított.

## Munkássága
A gimnáziumi évei alatt Hódmezővásárhelyre járt át rajzot tanulni Fodor József és Fejér Csaba festőhöz. Később olyan művészektől tanult, mint Mokos József, Megyeri János, Fischer István vagy Winkler László. A rézkarc művészetbe 1989-be avatta be Kántor János, Prutkay Péter és Kiss Imre.
Főleg rézkarcokat készít, illetve könyvekhez készít illusztrációkat. Ritkán fest is. Kedvelt témakörei közé tartozik a bibliai történetek, szakrális események, a természet, hétköznapi emberek és saját tapasztalataik. A művek alkotása előtt alapos kutatómunkákat végez.Rézkarc elkészítésnél vegyes technikát alkalmaz: melegtű, aquatinta, repesztőtinta. Illusztrálást egy kedves vers vagy az író, költő felkérésére vállal. A Szülőfalum Endrőd című kötetek illusztrációit a szülőfaluja iránti tiszteletből készítette.
Éveken át részt vett a Szőgyén megtartott nemzetközi grafikus táborban.
Szívesen és gyakran tartott előadásokat a művészetről, több kiállítást nyitott meg. Munkássága szorosan kapcsolódik Kecskeméthez.
Diákjaival több hazai és nemzetközi művészeti versenyen is részt vett. Nemzetközi szinten 9 első, 3 második és 1 harmadik helyet, addig hazai szinten 58 diákja kapott díjat (ebből 47-en első helyet).
1989 őszén 56 tanítványa munkáiból nyílt kiállítás Budapesten „Ősi magyar motívumok mai tárgyakon” címmel, amelyet Fodor István a Magyar Nemzeti Múzeum akkori igazgatója nyitott meg.

## Díjak, elismerések
- Pilinszky János Alapítvány díja (1993)
- Gyomaendrődért plakett és oklevél (1994)
- Kecskemét Megyei Jogú Város elismerő oklevele pedagógia munkásságáért
- Szent György Népfőiskola oklevele (2017)
- Primus Inter Pares díj (2018)[3]
- Bozsó János-díj (2019)

## Művészeti tagság
- Magyar Alkotóművészek Országos Egyesülete
- Kecskeméti Képzőművészek Köre

## Kiállításai
Összesen 74 önálló kiállításon állították ki munkáit Magyarországon és külföldön (többek között Kínában és Szlovákiában). 105 kollektív kiállításon szerepelt alkotásai hazánkban és külföldön (pl. Egyiptom, Macedónia, Románia, Japán, Spanyolország, Bulgária stb.)

## Külső hivatkozások
Kada Erika: Hatvan év – Százhúsz Kiállítás. Interjú Bella Rózsa grafikusművésszel. In: Hunyadivárosi Hírmondó, 4. évf. (2011), 1. sz., Hunyadiváros, Kecskemét. teljes interjú Archiválva 2023. április 11-i dátummal a Wayback Machine-ben
Munkássága a Kecskeméti Települési Értéktár oldalán
Pernyés Edit: Primus Inter Pares: Bella Rózsa a legfrissebb díjazott. Oroscafé, 2018. november 23. teljes cikk